# Palazzo di Gallieno
Il Palazzo di Gallieno (Palais Gallien in francese) è un anfiteatro romano situato nel centro di Bordeaux, unico monumento visibile di Burdigala (nome della città di Bordeaux durante l'Impero romano). Si pensa che sia stato edificato tra la fine del I secolo e la prima metà del II secolo e nel 1840 è stato dichiarato monumento storico. 
Costruito in muratura a sacco, aveva degli spalti in legno e poteva accogliere 22.000 persone.

## Storia
Il nome dell'anfiteatro deriva da un'interpretazione medievale sbagliata: si pensava che le rovine del Palatium Gallianae fossero i resti del palazzo di Galliena, concubina di Carlo Magno e figlia del re di Toledo. Soltanto alla fine del XVI secolo il nome dell'edificio venne attribuito all'imperatore Gallieno, che regnò dal 253 al 268.
Nonostante sia ancora in buono stato, la storia e le origini del Palazzo di Gallieno non sono del tutto conosciute. La data della costruzione dell'edificio viene datata generalmente verso il 200 d.C., epoca in cui Burdigala divenne la capitale della provincia romana dell'Aquitania; tuttavia, in seguito a degli scavi archeologici effettuati tra il 2010 e il 2011, la costruzione dell'edificio è stata datata al I secolo.
Situato nella periferia dell'antica città, il Palazzo di Gallieno, come tutti gli altri anfiteatri romani, era utilizzato come arena di combattimento dei gladiatori. A partire dall'inizio del Medioevo, l'edificio iniziò ad essere abbandonato gradualmente fino a diventare luogo di prostituzione durante l'epoca moderna; in seguito, venne utilizzato anche come discarica.
Nel 1793, la giunta comunale decise di dividere il terreno dell'anfiteatro in lotti e venderlo a causa di un debito.
Nel 1840, il Palazzo di Gallieno venne dichiarato monumento storico e nel 1864 vennero effettuati i primi scavi archeologici ufficiali. Inoltre, tra il 1886 e il 1889 l'architetto Charles Durand diresse dei lavori di consolidamento per valorizzare il monumento.

## Galleria d'immagini

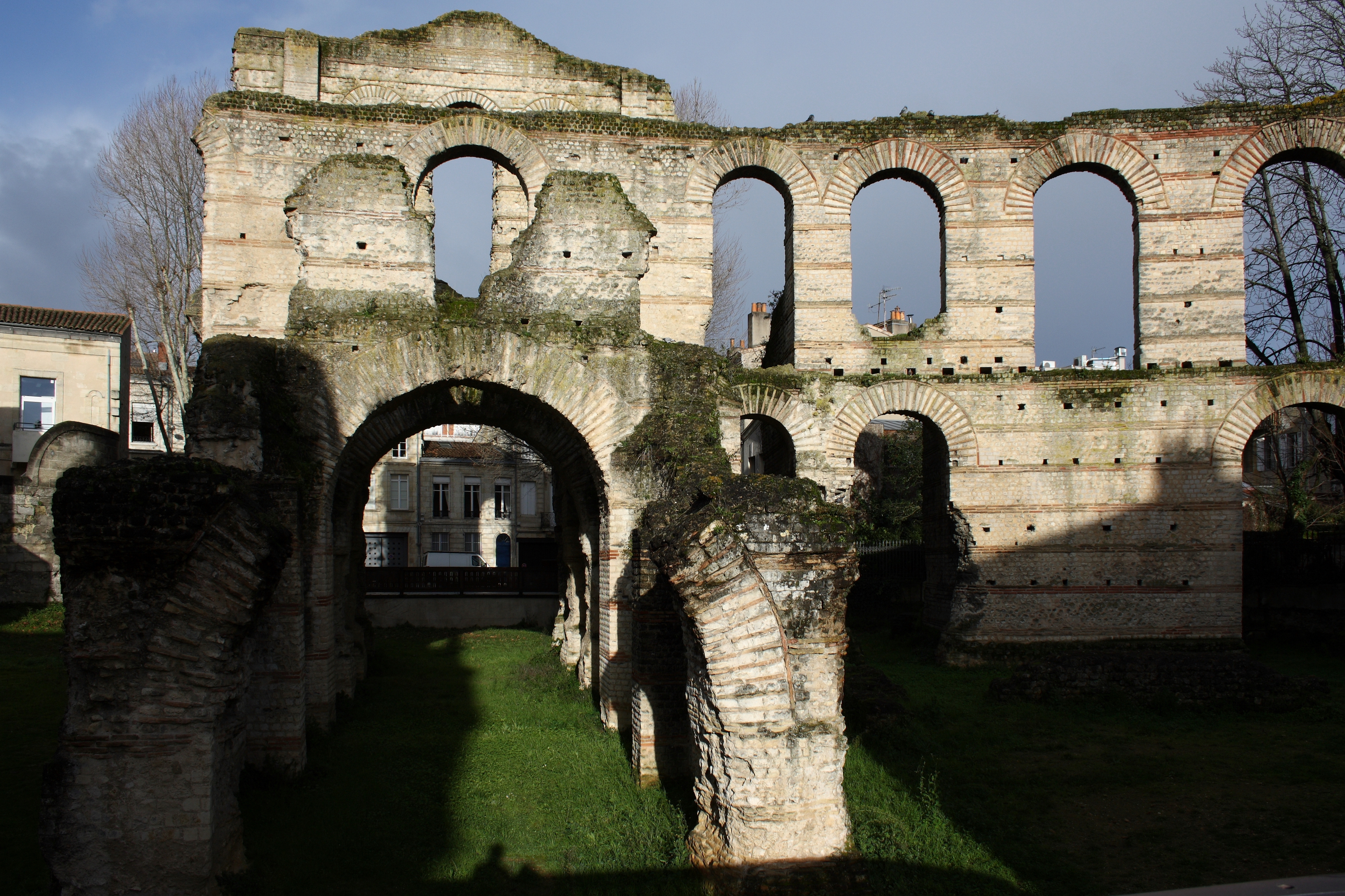
L'anfiteatro visto dall'interno
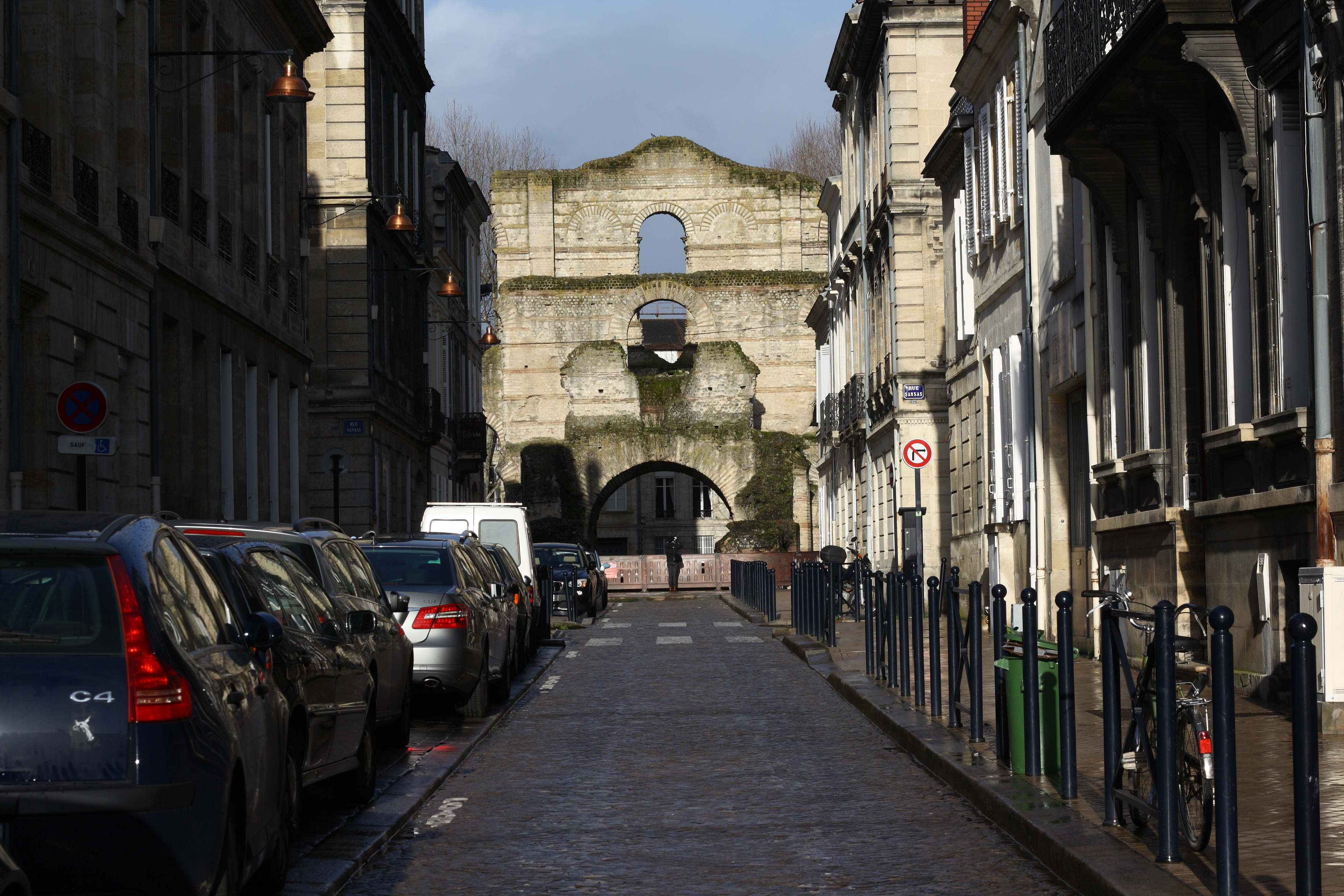
Il Palazzo di Gallieno visto da rue du Colisée
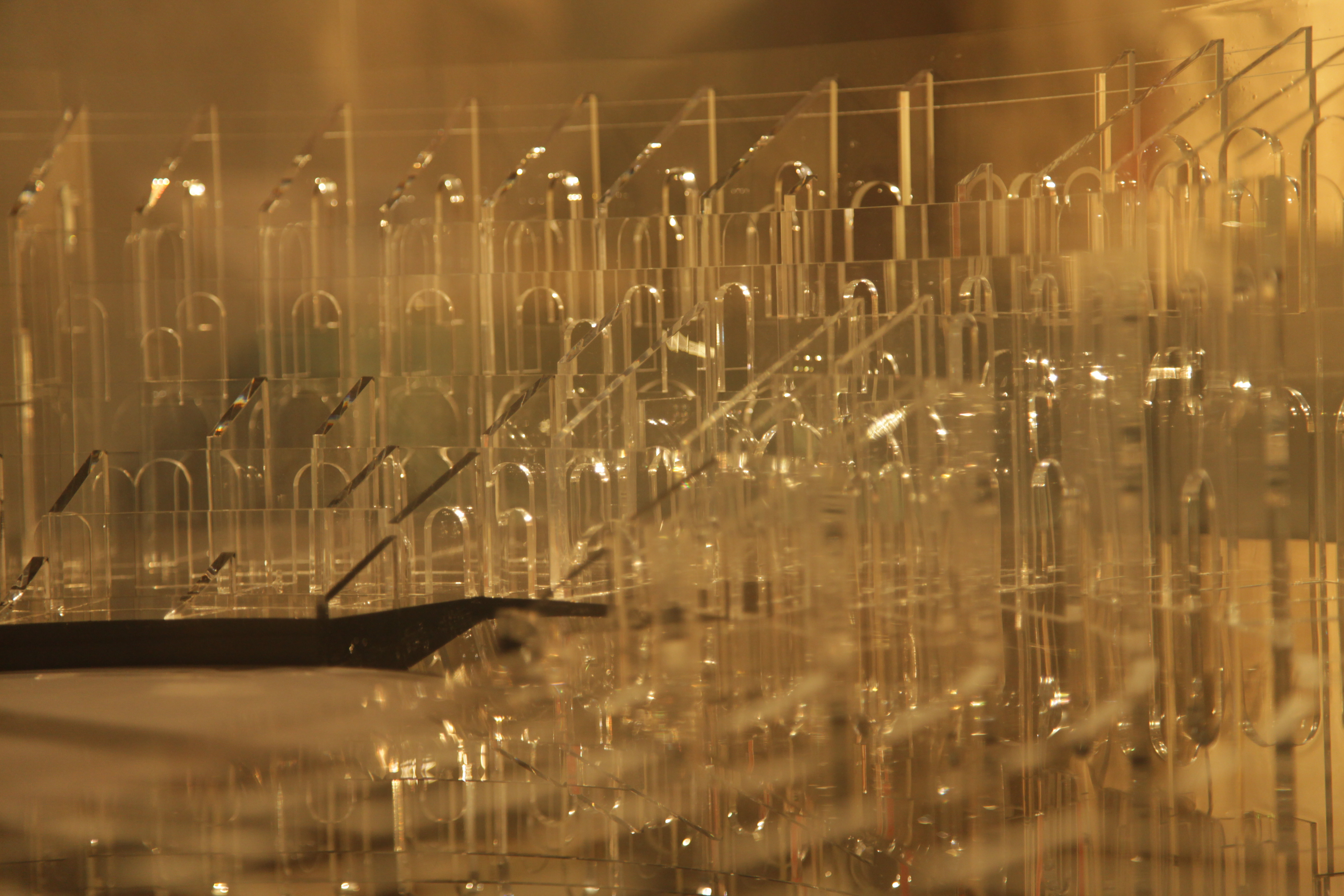
Riproduzione in miniatura dell'anfiteatro esposta nel Museo d'Aquitania

### In francese
- Mario Graneri-Clavé, Le Dictionnaire de Bordeaux, Nouvelles Editions Loubatières, 2006.